# Cumbres Planetas
Las cumbres Planetas son una serie de cumbres que se extienden a lo largo de una cresta libre de hielo, que se extiende 24 millas náuticas (44 km) en dirección norte-sur entre el extremo más al sur de la cordillera LeMay y el canal George VI en la parte este de la isla Alejandro I, en la Antártida. Muchas formas de relieve y características cercanas se nombran en asociación con esta cordillera, algunas de ellas incluyen formas de relieve que llevan el nombre de astrónomos, satélites, planetas y otras cosas relacionadas con la astrología y la astrofísica. 
La cordillera se cartografió por primera vez a partir de fotos aéreas tomadas por la Ronne Antarctic Research Expedition (RARE), 1947–48, por Searle y la Falkland Islands Dependencies Survey (FIDS) en 1960. Nombrada por el Comité de Topónimos Antárticos del Reino Unido (Reino Unido -APC) de la asociación con los glaciares cercanos llamados según los planetas del sistema solar. El único planeta que no aparece en ninguno de estos glaciares es el planeta Tierra.

## Glaciares
- Glaciar Mercurio 71°34′S 68°14′O / -71.567, -68.233
- Glaciar Venus 71°38′S 68°15′O / -71.633, -68.250
- Glaciar Marte 71°54′S 68°23′O / -71.900, -68.383
- Glaciar Júpiter 70°57′S 68°30′O / -70.950, -68.500
- Glaciar Saturno 72°0′S 68°35′O / -72.000, -68.583
- Glaciar Urano 71°24′S 68°20′O / -71.400, -68.333
- Glaciar Neptuno 71°44′S 68°17′O / -71.733, -68.283
- Glaciar Plutón 71°7′S 68°22′O / -71.117, -68.367